# Демурчиева, Флора Муса кызы
Флора Муса кызы Демурчиева (груз. ფლორა მუსა ყზი დემურჩიევა, азерб. Flora Musa qızı Dəmirçiyeva; род. 1965, Марнеульский район, Грузинская ССР) — советский грузинский виноградарь. Народный депутат СССР (1989—1991). Лауреат премии Ленинского комсомола Грузии (1987).

## Биография
Родилась в 1965 году в поселке Алгетского виноградарского совхоза Марнеульского района Грузинской ССР (ныне край Квемо-Картли).
Окончила заочное отделение Грузинского сельскохозяйственного института.
С 1983 года — рабочая Алгетского виноградарского совхоза Марнеульского района Грузинской ССР, позже занимала посты звеньевой комсомольско-молодёжного звена и помощника бригадира в этом же совхозе. Достигала высоких результатов при выполнении планов производства сельскохозяйственной продукции. Одной из первых в совхозе приняла участие в движении за аренду сельскохозяйственных угодий хозяйства. В 1987 году бригада Демурчиевой получила высокий урожай винограда — 77 центнеров с гектара вместо плановых 42, за что была удостоена премии Ленинского комсомола республики.
Активно участвовала в общественно-политической жизни республики и Советского Союза. Член КПСС, избиралась членом Марнеульского районного комитета КП Грузии, делегат XIX Всесоюзной партийной конференции (1988). Выдвигалась делегатом XVII съезда профсоюзов СССР, принимала участие в работе XII фестиваля молодёжи и студентов (1985). В 1985 году избрана депутатом Верховного Совета Грузинской ССР 11-го созыва от Капанахчинского избирательного округа, в 1989 году избрана народным депутатом СССР от Болнисского национально-территориального избирательного округа № 171 Грузинской ССР. Уделяла внимание социально-бытовым проблемам трудящихся, на посту депутата Верховных Советов Грузинского ССР и СССР способствовала ускорению строительства жилых и бытовых зданий для трудящихся Марнеульского района, асфальтированию дорог в районе, решению экологических проблем, в частности проблемы загрязнения реки Храми.